# Ян Ульріх
Ян Ульріх (нім. Jan Ullrich ; рід. 2 грудня 1973 року в Ростоку (НДР) — у минулому професійний німецький велогонщик, переможець «Тур де Франс» та «Вуельти», олімпійський чемпіон та чемпіон світу.

## Біографія
Його професійна кар'єра почалася в 1995 році, лише через два роки він виграє Тур-де-Франс у кваліфікації кращого молодого гонщика і загальний залік.
Німець був головним суперником Ленса Армстронга — Ульріх переміг на «Тур де Франс» лише 1997 року, був другим у 2000, 2001 та 2003 роках — перемагав тоді Армстронг, пізніше позбавлений усіх титулів. Але перемоги до німця не перейшли, трофеї "чорного періоду" для "Тура" 1999-2005 років досі залишаються без володарів.
У 2002 році Ульріх відбував дискваліфікацію за приймання амфетамінів.
На «Турі»-2003 на одному з вирішальних етапів Армстронг впав, а Ульріх, який боровся за лідерство в гонці, почекав його, щоб продовжити бій у чесній боротьбі.

### Закінчення кар'єри
Німець завершив професійну кар'єру у лютому 2007 року. 2010 року німцю було поставлено діагноз «емоційне вигоряння».
Частина спортивних результатів Яна була анульована: гонщика викрили у вживанні кров'яного допінгу — Спортивний арбітражний суд (CAS) у лютому 2012 року дискваліфікував Ульріха за користування послугами клініки доктора Фуентеса й анулював усі його результати починаючи з 1 травня 2005 де Франс»-2005 .
Після аварії в стані алкогольного сп'яніння Ян Ульріх більше не бере участі в спортивних змаганнях — Ульріх отримав 18 місяців в'язниці умовно за ДТП .
У серпні 2018 року Ульріх звинувачувався в проникненні в будинок актора Тіля Швайґера, а також побиття дівчини на виклик, наприкінці літа німець звернувся за допомогою до психіатричної клініки .

## Досягнення

### Результати на Гранд Турах
| Grand Tour | 1996 | 1997               | 1998 | 1999               | 2000 | 2001 | 2002 | 2003 | 2004 | 2005 | 2006 |
| ---------- | ---- | ------------------ | ---- | ------------------ | ---- | ---- | ---- | ---- | ---- | ---- | ---- |
| Giro       | –    | –                  | –    | –                  | –    | 52   | –    | –    | –    | –    | WD   |
| Tour       | 2    | <b id="mwVg">1</b> | 2    | –                  | 2    | 2    | –    | 2    | 4    | 3    | –    |
| Vuelta     | –    | –                  | –    | <b id="mwcw">1</b> | WD   | –    | –    | –    | –    | –    | –    |